# Тута
Тута (рум. Tuta) — село у повіті Бакеу в Румунії. Входить до складу комуни Тиргу-Тротуш.
Село розташоване на відстані 207 км на північ від Бухареста, 39 км на південний захід від Бакеу, 121 км на південний захід від Ясс, 138 км на північний захід від Галаца, 106 км на північний схід від Брашова.

## Населення
За даними перепису населення 2002 року у селі проживали 2108 осіб, з них 2107 осіб (> 99,9%) румунів. Усі жителі села рідною мовою назвали румунську.